# ARC (archeologie)
Het ARC, voluit Archaeological Research & Consultancy, was een van de grootste archeologische onderzoeks- en adviesbureaus in Nederland.
Het ARC vond zijn oorsprong in de Rijksuniversiteit Groningen, maar werd net als andere archeologische uitvoeringsinstanties in de jaren 1990 verzelfstandigd; de verzelfstandiging van het ARC vond in 1999 plaats. In het nieuwe archeologiebestel kreeg het ARC een opgravingsvergunning van de Minister via de Rijksdienst voor het Oudheidkundig Bodemonderzoek.
Het ARC was onder meer betrokken bij archeologisch onderzoek van een middeleeuwse boerderij van de Abdij van Echternach te Bakel, Achter 't Holthuis te Twello en op het Groninger Forum in haar vestigingsplaats Groningen. Daarnaast had het bedrijf ook een kleinere vestiging in Geldermalsen. Op deze kleinere vestiging werkten enkele fysisch-geografen en een bodemkundige, die archeologisch booronderzoek uitvoerden. Tevens werden vanuit Geldermalsen proefsleuven en opgravingen verricht in voornamelijk het Rivierengebied, Oost-Nederland, Brabant en Zeeland.
Door de economische crisis kreeg het ARC steeds minder opdrachten. Tussen 2010 en 2013 kromp het bedrijf van meer dan 40 naar 24 werknemers. Op 19 februari 2013 ging het bureau failliet. Waar eerst nog sprake was met een samenwerking met De Steekproef, werd het bedrijf per 3 april 2013 overgenomen door Archeodienst uit Zevenaar, een jongere speler op de archeologische markt zonder academische wortels.